# Brie-sous-Mortagne
Brie-sous-Mortagne település Franciaországban, Charente-Maritime megyében. Lakosainak száma 238 fő (2022. január 1.). Brie-sous-Mortagne Boutenac-Touvent, Mortagne-sur-Gironde, Saint-Germain-du-Seudre, Virollet és Floirac községekkel határos.

## Népesség
A település népességének változása:
| Lakosok száma | 282  | 242  | 245  | 247  | 244  | 232  | 236  | 239  | 246  | 238  |
|               | 1968 | 1982 | 1999 | 2006 | 2011 | 2015 | 2017 | 2018 | 2020 | 2022 |